# جام لیبرتادورس ۱۹۶۷
کوپا لیبرتادورس د آمریکا ۱۹۶۷ هشتمین دوره از مسابقات کوپا لیبرتادورس بود که در آن ۲۰ تیم باشگاهی از کشورهای آمریکای جنوبی برای کسب عنوان قهرمانی با هم رقابت کردند.
این مسابقات به سه دور تقسیم شد: مرحله اول گروهی، مرحله دوم گروهی و فینال. تیم ریسینگ آرژانتین با شکست ناسیونال اروگوئه قهرمان این مسابقات شد.